# The Fontane Sisters

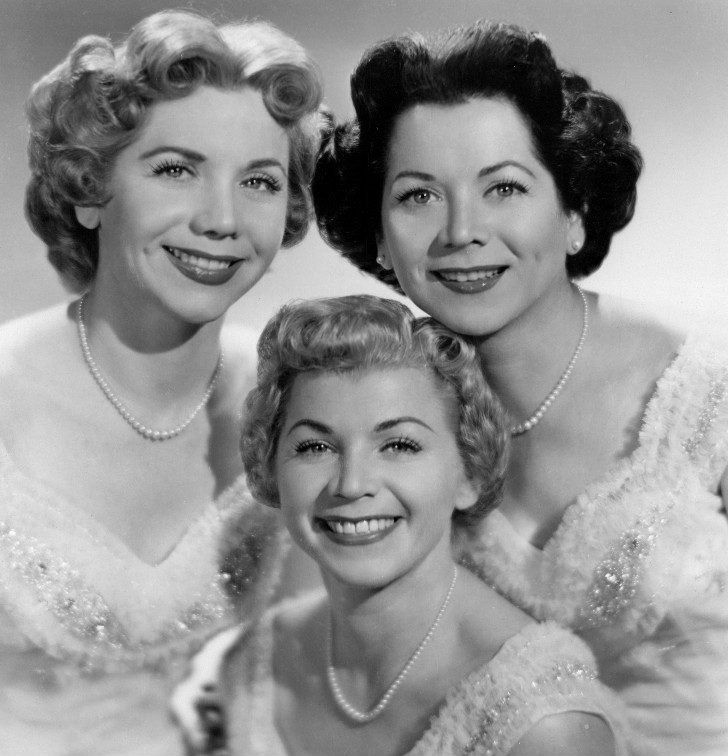
The Fontane Sisters

The Fontane Sisters était un trio musical du New Jersey, composée de Bea, Geri et Marge Rosse.
À leurs débuts, elles étaient accompagnées de leur frère guitariste Frank, mais il fut tué pendant la Seconde Guerre mondiale. Le trio fut découvert à travers l'émission de radio de Perry Como, de 1945 à 1948.
En 1949, RCA Records prend les trois sœurs sous contrat comme choristes de Perry Como, elles remportent un petit succès avec le titre The Tennessee Waltz (plus connu en reprise par Patti Page et Les Paul and Mary Ford, et c'est après avoir signé avec Dot Records que 18 de leurs chansons se retrouvèrent dans le Billboard Hot 100, dont 10 dans le top 40.
Leur tube de 1954 Hearts of Stone s'écoula à plus d'un million de copies (disque d'or à l'époque).